# بوددویط
بوددویط (به فرانسوی: Beaudéduit) یک کمون (فرانسه) در فرانسه است که در اوآز واقع شده‌است. بوددویط ۳٫۷۲ کیلومتر مربع مساحت دارد ۱۸۶ متر بالاتر از سطح دریا واقع شده‌است.